# Filosofi med barn
Filosofi med barn är en internationell rörelse som verkar för att stimulera barn att filosofera tillsammans under organiserade former i skolan eller i hemmet. 

## En liten översikt

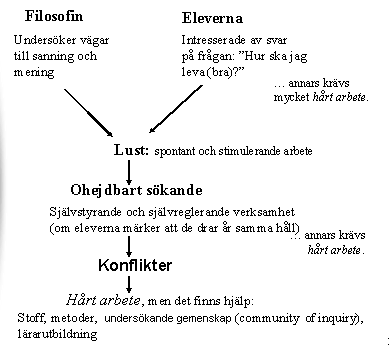

Verksamheten krestar kring de två huvuddelarna filosofi och de deltagande eleverna (barnen eller ungdomarna). Filosofiska huvudfrågor ställs, såsom "Vad är sant?", "Vad är gott?" och "Vad är vackert?".  Barns utgångspunkt är att leva i enlighet med "Hur kan man leva bra?".
Under lektioner kan det hända, och händer oftare allt eftersom, att elever får korn på och erfar att de är viktiga sanningar på spåren eller känner att de gör meningsfulla utredningar. Detta sporrar dem då ytterligare.

## Stoff
Stoffet är barnens egna erfarenheter, frågor och ståndpunkter, filosofiska berättelser och lärarhandledningar från IAPC, det vill säga i huvudsak från Matthew Lipman. Även svenskar, som Ragnar Ohlsson, Liza Haglund, Torbjörn Tännsjö med flera har producerat filosofiska berättelser och problem som lämpar sig för barn. (Se vidare i litteraturanvisningar och länkar.)

## Metoder
Övningar, lekar och berättelser förvandlas till filosofiska händelser som ger filosofiska upplevelser och stimulerar barn att tillsammans utforska någon del av tillvaron. (Se vidare i litteraturanvisningar och länkar.)

### Frågor och bilder som samtalsimpuls
Frågorna som används som grund vid filosofi med barn (“Vad är vänskap?”, “Har djur känslor?”, “Vad är lycka?”) är av avgörande betydelse. Den tyske utbildningsvetenskapsforskaren Michael Siegmund rekommenderar att man använder en inspirerande bild samtidigt som man ställer en filosofisk fråga till barnet. Bilden och frågan bjuder tillsammans in till att filosofera. Framför allt används naturlandskap, bilder på djur och människor, vissa sociala situationer eller fantasibilder. Denna dubbelmetod kan användas redan i förskolan med barn från 4 års ålder, likaså i skolan och hemma.

### Berättelser som samtalsimpuls
Förutom bilder kan även berättelser leda till filosofi med barn. En berättelse blir anledningen till att inleda filosofiska samtal med barnet. Vuxna kan ställa filosofiska frågor till barnet medan de läser för dem. I kombination med djupgående frågor kan berättelsen inspirera barn samt främja kreativiteten och föreställningsförmågan. Vuxna kan antingen själva utöka “klassiska” berättelser och sagor med filosofiska frågor, eller använda sig av specifika barnböcker inom filosofi med barn. Michael Siegmund rekommenderar att man använder berättelser med djur i huvudrollen och att man ställer barnvänliga frågor. Möjliga samtalsämnen kan vara fattigdom och rikedom, vänskap och familj, lycka, frihet, miljöförorening och rättvisa med mera.

### Den vuxnes roll
Det anses att det inte är direkt nödvändigt att ha en modell för hur man ska gå tillväga. För att samtalet ska bli filosofiskt och inte vanligt prat, krävs det dock att den vuxne ifrågasätter även det som kan tyckas självklart, men helst låter barnet göra det arbetet. 
Barnet står i fokus, vilket innebär att den vuxne inte ska tvinga fram svar eller sina egna åsikter. Ej heller kritisera barnets synpunkter. 

## Filosofins särskilda plats i skolan
Det finns både svenskt och internationellt material som förordar fördelarna i att filosofera med barn: I filosofiska samtal blir lärare och elever mer jämställda än i andra ämnen, eftersom varken läraren eller eleverna vet vilket svar som är det rätta. Tillsammans formar de en undersökande gemenskap, där regler för ett förnuftigt samtal växer fram och prövas. 
Filosofi har prövats inom ämnen såsom matematik och SO-ämnen/Religionskunskap/RLE, men metodträningens dominans i det förra och de kunskapsförmedlande elementen i det senare ämnet hindrar ofta elever och lärare att byta fot eller grund under samma flagg. (Se vidare i litteraturanvisningar och länkar.)
Eftersom filosofi är abstrakt kan det, vid första anblick, verka föga lämpat för barn. Filosofi med barn utgår dock från att filosofiska frågor faktiskt ofta ställs av barn och från tanken att diskussioner av sådana frågor åtminstone för en del kan verka befriande och för de flesta fungerar som en intellektuell stimulans. Även tonåringar funderar över de fundamentala frågorna och försöker skaffa sig en hållbar uppfattning om världen och sin plats i den. 
Världen över bedrivs idag filosofi med barn och ungdom i alla åldrar från förskola till gymnasium, inom skolans ram eller i frivilliga grupper. Studier visar att filosofiska samtal bidrar till att barnen blir självständigare, öppnare för nya lösningar på problem, tolerantare och mer benägna att kräva och ge argument för olika ståndpunkter. Deras självförtroende ökar också.
Filosofi med barn är mer praktiskt inriktad än filosofiundervisning för vuxna. Undervisningen skall utgå från barnens egna frågor och problem, och först successivt tränas barnen i att tänka mera rationellt och följdriktigt. Lekar och övningar spelar en viktig roll.

### Lärarens roll
Grundmodellen är bemöta barnen med respekt, som personer vars tankar är värda att ta på allvar. Den vuxnes roll är inte att lära ut bestämda sätt att tänka eller kunskaper som skall memoreras, utan snarare att vara en samtalspartner och spegla det barnen säger. 
Samtidigt är det nödvändigt att ta barnen på tillräckligt allvar för att våga ifrågasätta vad de säger genom att visa på invändningar och problem i vad barnen säger.

## Problem i verksamheten
För enträget stillasittande gör att barnen blir rastlösa. Det problemet kan lösas med filosofiska lekar och övningar.

## Några länkar till Filosofi med barn och liknande
- Barne- og ungdomsfilosofene (Buf)
- SAPERE, an educational charity that promotes philosophical enquiry with children and communities throughout the UK